# 山西尊裕
山西尊裕（1976年4月2日—），前日本職業足球員，日本20歲以下足球代表隊成員。

## 俱乐部生涯
1995年，山西尊裕在磐田喜悅开始足球生涯。2005年转会至清水心跳。2008年，引退。

## 日本國家足球隊
山西尊裕参加了1995年世界青年錦標賽。

## 外部連結
- （日語）J.League Data Site （页面存档备份，存于）